# Рой, Нирупа
Ниру́па Рой (англ. Nirupa Roy; 4 января 1931, Валсад — 13 октября 2004, Мумбаи; урождённая Кокила Кишоречендра Булсара) — индийская актриса. Снималась в кино более 50 лет, её фильмография насчитывает более 450 фильмов. Три раза была награждена премией Filmfare Award за лучшую женскую роль второго плана: в 1956, 1962 и 1965 годах, а в 2004 году получила премию за вклад в кинематограф.

## Биография
Нирупа Рой (урождённая Kokila Kishorechandra Bulsara) родилась 4 января 1931 года в городе Валсад. По вероисповеданию индуистка. В возрасте 15-ти лет вышла замуж за Камаля Роя и переехала в Бомбей. У пары родилось двое сыновей — Йогеш и Киран.
Будучи гуджараткой, до работы в кино преподавала детям гуджаратский язык. Начав сниматься в кино, она изменила имя. В 1946 году её муж ответил на объявление о поиске актёров, владеющих языком гуджарати. Она была выбрана и начала свою кинокарьеру с фильма на языке гуджарати Ranakdevi. В том же году снялась в своём первом фильме на хинди Amar Raj.
Одним из популярных фильмов с её участием стал фильм «Два бигха земли» (1953) режиссёра Бимала Роя. В начале своей карьеры в 1940—1950-х годах играла главные роли преимущественно мифологических персонажей, образы богинь с волевым характером, которым молятся верующие люди в поисках защиты и благословения. Среди её коллег по фильмам были Трилок Капур, Бхарат Бхушан, Балрадж Сахни и Ашок Кумар.
В 1970—1980-х годах приобрела известность благодаря ролям страдающих матерей. Её роль в фильме «Стена» (1975) и диалоги между матерью и сыновьями, сыгранными Амитабхом Баччаном и Шаши Капуром, стали популярными и используются как цитаты. Нирупа Рой считается величайшей актрисой в амплуа индийской матери в Болливуде.
Другие известные фильмы с участием Нирупы Рой: «Рам и Шиам» (1967), «Время муссонов» (1969), «Материнская любовь» (1970), «Прекрасная танцовщица» (1970), «Король джунглей» (1976), «Амар, Акбар, Антони» (1977), «Владыка судьбы» (1978), «Нелёгкая судьба» («Любовь актрисы») (1981), «Горячее сердце» (1981), «Возмездие» (1981), «Встреча влюблённых» (1982), «Сила любви» (1983), «Раджа» (1985), «Пламя» (1986), «Люби и верь» (1987), «Храм любви» (1988), «Ганга, Джамна, Сарасвати» (1988), «Бог любви» (1990), «Красный падишах» (1999).
Нирупа Рой умерла 13 октября 2004 года в возрасте 73 лет в Мумбаи от остановки сердца.

## Избранная фильмография
- 1946 — Ranakdevi
- 1946 — Amar Raj
- 1953 — Два бигха земли / Do Bigha Zamin
- 1953 — Девушка из Бомбея / Teen Batti Char Raasta
- 1953 — Жена / Bhagyawan
- 1954 — Служба / Naukari
- 1956 — Munimji
- 1961 — Сын судьбы / Dharmputra
- 1962 — Chhaya
- 1963 — Заблуждение / Gumrah
- 1963 — Позвольте мне жить / Mujhe Jeene Do
- 1964 — Верность / Shehnai
- 1964 — Беназир / Benazir
- 1966 — Мои сны и твои мечты / Neend Hamari Khwab Tumhare
- 1967 — Рам и Шиам / Ram Aur Shyam
- 1968 — Раджа и нищий / Raja Aur Runk
- 1969 — Время муссонов / Aya Sawan Jhoom Ke
- 1969 — Анджана / Anjaana
- 1969 — Лучший друг / Jigri Dost
- 1969 — Сезон любви / Pyar Ka Mausam
- 1969 — Слёзы, ставшие цветами / Aansoo Ban Gaye Phool
- 1970 — Материнская любовь / Maa Aur Mamta
- 1970 — Прекрасная танцовщица / Abhinetri
- 1970 — Приходи на свидание / Aan Milo Sajna
- 1970 — Восток и Запад / Purab Aur Pachhim
- 1971 — Младшая невестка / Chhoti Bahu
- 1971 — Родной сын / Nadaan
- 1971 — Молодость и любовь / Jawan Muhabat
- 1972 — Двое безумно влюблённых / Ek Hasina Do Diwane
- 1973 — Сводные братья / Kuchhe Dhaage
- 1973 — Укрощение строптивой / Manchali
- 1973 — Гопи / Gopi
- 1973 — Таксист / Taxi Driver
- 1974 — Кусок хлеба / Roti
- 1974 — Порочный змей / Zehreela Insaan
- 1975 — Стена / Deewaar
- 1976 — Король джунглей / Maa
- 1976 — Семейные ценности / Aap Beati
- 1976 — Семья / Santan
- 1977 — Амар, Акбар, Антони / Amar Akbar Anthony
- 1977 — Цена дружбы / Khoon Pasina
- 1977 — Зеркало / Aaina
- 1977 — Расплата / Hatyara
- 1977 — Клятва / Kasum Khoon Ki
- 1977 — Обращаюсь к Вам / Anurodh
- 1978 — Владыка судьбы / Muqaddar Ka Sikandar
- 1978 — Клянусь Богом / Ram Kasam
- 1978 — Любовь и стена / Dil Aur Deewaar
- 1978 — Наглец / Besharam
- 1979 — Гаутам и Говинда / Gautam Govinda
- 1979 — Семейное счастье / Suhaag
- 1979 — Долг / Kartavya
- 1979 — Бессовестный / Nalayak
- 1979 — Испытание / Ahimsa
- 1979 — Семья / Khandaan
- 1980 — Взгляд с небес / Lootmaar
- 1981 — Нелёгкая судьба (Любовь актрисы) / Aas Paas
- 1981 — Горячее сердце / Kranti
- 1981 — Возмездие / Khoon Aur Paani
- 1981 — Тюремное заключение / Jail Yatra
- 1981 — История одного вора / Kahani Ek Chor Ki
- 1981 — Шакка / Shakka
- 1981 — Колесница Бога / Katilon Ke Kaatil
- 1981 — Профессор Пьярелал / Professor Pyarelal
- 1982 — Встреча влюблённых / Deedar-E-Yaar
- 1982 — Добро и зло / Teesri Aankh
- 1983 — Сила любви / Betaab
- 1983 — Материнское горе / Ganga Meri Maa
- 1983 — Полицейский / Chor Police
- 1984 — Беспощадный / Inquilaab
- 1984 — Рам, твоя страна / Ram Tera Desh
- 1984 — Правосудие / Mera Faisla
- 1985 — Раджа / Mard
- 1985 — Невинно осуждённые / Geraftaar
- 1985 — Изгнанник / Sarfarosh
- 1985 — Раджа-спаситель / Aaj Ka Daur
- 1986 — Пламя / Angaaray
- 1986 — Медальон / Locket
- 1987 — Люби и верь / Pyaar Karke Dekho
- 1987 — Существование / Naam O Nishan
- 1988 — Храм любви / Pyar Ka Mandir
- 1988 — Ганга, Джамна, Сарасвати / Gangaa Jamunaa Saraswathi
- 1988 — Неравный брак / Charnon Ki Saugandh
- 1988 — Изнанка жизни / Sone Pe Suhaaga
- 1989 — Сантош / Santosh
- 1989 — Хлеб и вода / Dana Paani
- 1990 — Бог любви / Pyar Ka Devta
- 1991 — Обвинение / Pratikar
- 1992 — Моя любовь всегда со мной / Mere Sajana Saath Nibhana
- 1993 — Слёзы, превратившиеся в искры / Aasoo Bane Angaarey
- 1999 — Красный падишах / Lal Baadshah
- 1999 — Jahan Tum Le Chalo
- 1999 — Love You Hamesha

## Награды
- Filmfare Award за лучшую женскую роль второго плана
  - 1956 — фильм Munimji
  - 1962 — фильм Chhaya
  - 1965 — фильм «Верность»
- 1961 — Премия ассоциации бенгальских журналистов[англ.] за лучшую женскую роль в фильме на хинди — фильм Chhaya
- 2004 — Filmfare Award за вклад в кинематографию